# Sergio Neiffert
Sergio Darío Neiffert (Partido de Malvinas Argentinas, 14 de marzo de 1968) es un funcionario argentino. Se desempeña como secretario de Inteligencia de Estado de Argentina, durante la presidencia de Javier Milei.

## Biografía
Nació el 14 de marzo de 1968.
Tras un paso en la empresa Conelmec, en 1996 fue designado secretario privado de la municipalidad del Partido de Malvinas Argentinas, durante la intendencia de Jesús Cataldo Cariglino. Entre 1999 y 2003, fue vicepresidente del Consejo Escolar de Malvinas Argentinas. Entre 2007 y 2011, fue presidente del Consejo Escolar del Ministerio de Educación de la Provincia de Buenos Aires durante la gestión de Daniel Scioli.
En 2008, junto a Jesús Cariglino, fundó y fue presidente de New Consuld SA, que tenía como fin la representación y mandatos vinculados a gestiones de negocios, administración de bienes e intervención en actividades de jugadores de fútbol u otros deportes.
Desde 2015 trabajó como productor de radio y televisión, y en una empresa de publicidad en la vía pública.
En 2024, volvió a la función pública, siendo designado como representante del Poder Ejecutivo Nacional en la Autoridad de Cuenca Matanza Riachuelo (ACUMAR).
En junio de 2024, fue designado como interventor de la Agencia Federal de Inteligencia (AFI), reemplazando a Silvestre Sívori, tras un cambio en el gabinete tras la renuncia de Nicolás Posse.
Un mes después, el presidente, Javier Milei, disolvió a la AFI y creó la Secretaría de Inteligencia de Estado, designando a Neiffert como secretario de dicho organismo.
Tras la creación de la SIDE, el Gobierno otorgó como presupuesto unos 137 mil millones, una suba del 778 %. Mediante el DNU 656/24, el Poder Ejecutivo asignó fondos reservados para el organismo por un total de 100 mil millones de pesos. El decreto fue rechazado por la Cámara de Diputados y la de Senadores, por lo que quedó anulado; sin embargo, según los datos del presupuesto abierto, de los 136 742 millones de presupuesto que tenía el organismo antes de la anulación del decreto, unos 103 mil millones ya se habían ejecutado para ese entonces.